# Comté de Jackson (Indiana)
Pour les articles homonymes, voir Jackson et Comté de Jackson.
Le comté de Jackson (en anglais : Jackson County) est un comté de l'État de l'Indiana, aux États-Unis. Il comptait 46 428 habitants en 2020. Son siège est Brownstown, bien que sa ville la plus peuplée soit Seymour.

## Histoire
Le comté de Jackson a été formé en 1816, et a été nommé d'après le général Andrew Jackson, devenu le septième président des Etats-Unis en 1829.
Il est principalement pour avoir accueilli la première attaque de train jamais enregistrée aux Etats-Unis. En effet, le 6 octobre 1866, le gang des frères Reno attaque un train de la  Ohio and Mississippi Railway, volant pour plus de 10 000 dollars de valeur. Le gang réussira 2 autres braquages de train, avant d'être dissous quelques années après les faits à la suite du lynchage de plusieurs de ses membres. 